# Andrena teunisseni
Andrena teunisseni är en biart som beskrevs av Gusenleitner 1998. Andrena teunisseni ingår i släktet sandbin, och familjen grävbin. Inga underarter finns listade i Catalogue of Life.